# Hauke Braack
Hauke Braack (* 3. August 1963 in Husum) ist ein ehemaliger deutscher Hallen- und Beachvolleyballspieler. Er ist Volleyballer des Jahres 1988.

## Karriere Hallenvolleyball
Hauke Braack begann mit dem Volleyball in seiner nordfriesischen Heimat beim TSV Husum. Als Neunzehnjähriger wechselte er zum Bundesligisten Hamburger SV, wo er auf Anhieb zur Stammsechs gehörte. In den folgenden Jahren war der HSV die führende Mannschaft im deutschen Männervolleyball. An der Seite von Christian Voß, Frank Mackerodt, Leif Andersson, Christoph Schieder und Michael Dornheim wurde Hauke Braack viermal Deutscher Meister und viermal DVV-Pokalsieger. Als Universalspieler tauchte er regelmäßig auf Spitzenplätzen der Ranglisten des deutschen Volleyballs auf. Hauke Braack war auch zigfacher deutscher Nationalspieler. 1988 wurde er zum Volleyballer des Jahres gewählt.
In der Saison 1991/92 spielte er nochmals in der 2. Bundesliga Süd bei der TuS Kriftel und konnte mit ihnen den Meistertitel und Aufstieg in die 1. Bundesliga feiern.

## Karriere Beachvolleyball
Im Beachvolleyball war Hauke Braack einer der Pioniere in Deutschland. Mit seinem Partner Frank Mackerodt wurde er bei den deutschen Meisterschaften 1993 deutscher Vizemeister.

## Privates
Hauke Braacks Tochter Nina spielte ebenfalls Volleyball, zuletzt beim VT Aurubis Hamburg in der ersten und zweiten Bundesliga. Sein Sohn Niklas starb 2014 an den Folgen einer Schwäche seines Bindegewebes.